# Livscykelanalys
Denna artikel handlar om en produkts miljöpåverkan (LCA). För den ekonomiska termen (LCC), se Livscykelkostnadsanalys.
Livscykelanalys eller life-cycle assessment (LCA) är en metod för att åstadkomma en helhetsbild av hur stor den totala miljöpåverkan är under en produkts hela livscykel. Detta inkluderar tiden från råvaruutvinning, via tillverkningsprocesser och användning till avfallshanteringen, inklusive alla transporter och all energiåtgång i mellanleden.
Livscykelanalyser kan göras på alla mänskliga aktiviteter och produkter som mat, förpackningar, elektronik, bränslen, transporter etc.
Genom att ta reda på i vilket steg i produktionskedjan miljöpåverkan är som störst, kan företagen rikta sina miljöansträngningar åt rätt håll och skapa ett effektivt miljöledningssystem. Det finns också stöd och metoder för att använda resultat av LCA för exempelvis produktutveckling och marknadsföring.
Idag gör allt fler företag och organisationer livscykelanalyser som en del av sitt miljöarbete. Genom ökad efterfrågan på miljöinformation, stärkt miljölagstiftning inom EU och en ökad trend mot globalt ansvarsfullt företagande sprids industrins och samhällets användning av LCA. De nordiska länderna var särskilt under 1990-talet ledande i att göra livscykelanalyser och att utveckla metoden. De var också starkt drivande vid utvecklingen av de internationella LCA-standarderna. Sedan början av 2000-talet har övriga världen, med först Europa och sedan Asien, följt med i denna metodutveckling, med snabb utveckling av industriella, affärsmässiga och samhälleliga tillämpningar.

## ISO-standard för livscykelanalys
Det är en internationellt bred och väl förankrad samsyn bakom de inom ISO utvecklade standarderna för livscykelanalys (ISO 14040-serien):
Serien omfattar:
- ISO 14040 Miljöledning - Livscykelanalys - Principer och struktur
- ISO 14044 Miljöledning - Livscykelanalys - Krav och vägledning
- ISO/TR 14047 Environmental management - Life cycle assessment - Examples of application of ISO 14042
- ISO/TS 14048 Miljöledning - Livscykelanalys - Format för datadokumentation
- ISO/TR 14049 Miljöledning - Livscykelanalys - Exempel på tillämpning av ISO 14041 för definition av mål och omfattning samt inventeringsanalys

En livscykelanalys enligt ISO 14040 är indelad i fyra steg.
1. Målbeskrivning och omfattning: Undersökningens syfte och ambitionsnivå beskrivs.
2. Inventeringsanalys: Information om material och processer samlas in, miljöbelastningen för de ingående processerna fastställs.
3. Miljöpåverkan: Denna fas delas in i tre steg: Klassificering, karakterisering och värdering.
4. Resultattolkning: Tolkningen kan också innehålla en förbättringsanalys för hur produktens miljöpåverkan kan minskas.

## Dataanalys
När man gör en livscykelanalys (LCA) är det viktigt att använda data av hög kvalitet för att analysen ska bli tillförlitlig. För att rättvist kunna jämföra olika LCA måste datakvaliteten vara likvärdig. Det kan vara missvisande att jämföra en produkt vars analys bygger på detaljerad och tillförlitlig data medan en annan produkt har tillgång till en begränsad mängd information.
Data som används i LCA hämtas vanligtvis från stora databaser.

## Resultat av en LCA
En LCA utgår alltid från en funktionell enhet (FU) till vilken all miljöbelastning kvantifieras mot ett referensflöde av massa som motsvarar den funktionella enheten. Till exempel dryckesbägare för 2 dl vätska kan vara en funktionell enhet och korrespondera mot olika mängder papp eller keramik beroende på typ av mugg, vilket i sin tur motsvarar olika mängd miljöbelastning. Typerna av kärl har alltså samma praktiska funktion och är jämförbara, därav funktionell enhet.
Ett resultat av en LCA är kvantiteter av olika naturresurser som förbrukas och av ämnen som släpps ut till luft, mark och vatten. Det handlar om antal kg bruten järnmalm, antal kg uttagen råolja, antal kg utsläppt koldioxid och en lång rad andra kvantifierade utbyten med naturmiljön. Förutom ämnen kan detta resultat även visa markanvändning, buller, uppvärmning med mera. Sammanställningen av dessa utbyten brukar kallas livscykelanalysens inventeringsresultat eller miljöprofil.
För att göra sammanställningen av resursanvändning och emissioner begriplig ur miljöperspektiv, beräknar man också miljöpåverkan från dessa. Exempel på sådan miljöpåverkan är klimatpåverkan, försurning, resursutarmning med mera. Denna påverkan beräknas oftast med hjälp av olika färdiga omräkningsfaktorer. Det finns många ämnen som i olika grad bidrar till samma miljöpåverkan. Det finns också ämnen som bidrar till flera slag av miljöpåverkan samtidigt. Genom att översätta emissioner till miljöpåverkan blir informationen begriplig, och det blir också en mindre mängd information att överskåda. En kvalitativ sortering av inventeringsresultatet i olika miljöpåverkanskategorier kallas klassificering. En kvantitativ beräkning av de olika miljöeffekterna kallas kategorisering.
Även efter att ha genomfört kategoriseringen kan det vara svårt att svara på frågan om en produkt är miljövänligare än en annan. Det beror på hur man värderar olika slag av miljöpåverkan när de ställs mot varandra. Är en viss minskning av försurningen bättre än en viss annan minskning av växthuseffekten? Vad betyder det att arbetare och närboende till platinagruvor utsätts för miljörisker och allvarliga arbetsskador så att man kan få katalysatorer och utsläpp av olika kväveoxider från bilar därmed kan minska? Det finns olika värderingsmetoder som väger samman miljöpåverkan efter egna värderingskriterier. Med en sådan värderingsmetod kan man räkna fram ett slags poängtal, exempelvis miljöskadekostnaden, för en livscykel och därmed rangordna olika produkter med hänsyn till deras miljöpåverkan. Värderingsmetoder är omdebatterade, vilket är naturligt eftersom värderingar kan vara så olika. Man måste på något vis ändå värdera en LCA för att ha nytta av den. I en värderingsmetod är värderingsgrunderna explicit beskrivna och kvantifierade, vilket möjliggör kritisk granskning och diskussion. Resultat från alternativa värderingsmetoder på samma LCA kan jämföras med varandra. Rent tyckande saknar en sådan transparens och jämförelsemöjlighet. Därför kan värderingsmetoder fungera som bra stöd för sakliga miljödebatter när man måste välja mellan att acceptera eller hantera olika miljöproblem.